# イサドィ (リャザン州)
イサドィ（ロシア語: Исады）はロシア・リャザン州スパッスク地区(ru)の村落（Село / セロ）である。オカ川の右岸、海抜102mの位置にある。人口は2010年の時点で476人。

## 歴史
1217年、イサドィでリャザン公国の公たちによる諸公会議(ru)が開かれたことが、年代記に言及されている。この会議は6人の公が殺害されるという形で終了した。